# Чистяков Володимир Іванович
Володи́мир Іва́нович Чистяко́в (рос. Владимир Иванович Чистяков; 21 липня 1891 — 18 серпня 1941) — радянський військовик початкового періоду Другої світової війни, генерал-майор (1940).

## Біографія
Народився 21 липня 1891 року в селі Бєлі (нині Весьєгонський район Тверської області РФ).
Як командир ескадрону 1-го кавалерійського полку окремої кавалерійської бригади Котовського брав участь у бойових діях проти українських військ під час радянсько-української війни, за що у 1923 році був нагороджений орденом Червоного Прапора
17 лютого 1936 року В. І. Чистякову присвоєне військове звання «комбриг».
У 1936–1938 роках командував 18-ю гірською кавалерійською Червонопрапорною дивізією Середньоазійського ВО.
4 червня 1940 року присвоєне військове звання «генерал-майор».
11 березня 1941 року призначений командиром 24-го механізованого корпусу Київського ОВО.
Учасник німецько-радянської війни з червня 1941 року. У складі військ Південно-Західного фронту брав участь у оборонних боях в Україні. Наприкінці липня потрапив у оточення південніше Умані - Уманський котел.
Помер 18 серпня 1941 року від параліча серця під час виходу з оточення поблизу міста Первомайська Миколаївської області. Місце поховання невідоме.

## Нагороди
Був нагороджений двома орденами Червоного Прапора і медаллю.